# Station Budachów
Station Budachów is een spoorwegstation in de Poolse plaats Budachów.